# Jens Beermann
Jens Beermann (* 4. Mai 1959; † 7. Juni 1997) war ein deutscher Fußballspieler. Er bestritt 76 Spiele in der 2. Bundesliga.

## Leben
Beermann spielte für den OSC Bremerhaven, in der Saison 1979/80 stand er für den OSC in drei Begegnungen der 2. Fußball-Bundesliga auf dem Platz. 1982 wechselte er vom Cuxhavener SV zum FC St. Pauli. Beermann durchlief eine Ausbildung zum Industriekaufmann. 1984 und 1986 stieg er mit den Hamburgern in die 2. Bundesliga auf. St. Paulis damaliger Trainer Willi Reimann beschrieb Beermann als „fleißiges Lieschen“, als lauf- und willensstarken sowie verlässlichen Spieler. Im Spieljahr 1986/87 erreichte Beermann mit St. Pauli die Aufstiegsrunde zur Bundesliga, verpasste mit der Mannschaft jedoch den Sprung ins „Oberhaus“. In der Saison 1987/88 errang er mit den Hamburgern den Bundesliga-Aufstieg, Beermann stand in diesem Spieljahr in elf Partien auf dem Platz. In der Sommerpause 1988 verließ der Mittelfeldspieler St. Pauli und spielte fortan beim Oberligisten 1. SC Norderstedt. 1992 wechselte er von Norderstedt in die Amateurmannschaft des FC St. Pauli (Verbandsliga). Er führte ein Lokal in Hamburg-Altona, mit dem er jedoch in wirtschaftliche Schwierigkeiten geriet. Als Trainer war er im Amateurbereich beim SC Egenbüttel (als Spielertrainer) und bei der SV Blankenese tätig. Im Juni 1997 wurde Beermanns Leiche in einem Wald in Pinneberg gefunden, er hatte seinem Leben ein Ende gesetzt.
Jens Beermann wurde auf dem Friedhof Öjendorf beigesetzt.